# Растворово (Курская область)
Растворово — деревня в Большесолдатском районе Курской области. Входит в Большесолдатский сельсовет.

## География
Деревня находится на реке Воробжа, в 69 километрах к юго-западу от Курска, в 9 км южнее районного центра и центра сельсовета — села Большое Солдатское.
Улицы
В деревне 3 улицы: Заречная (20 домов), Луговая (7 домов) и Никольская (27 домов).
Климат
Деревня, как и весь район, расположена в поясе умеренно континентального климата с тёплым летом и относительно тёплой зимой.

## Население
| 2002 | 2010 |
| ---- | ---- |
| 113  | ↘72  |

## Инфраструктура
Личное подсобное хозяйство с зоной сельскохозяйственного использования, индивидуальная застройка усадебного типа.
Основа экономики — сельское хозяйство.

## Транспорт
Растворово находится в 8 км от автодороги регионального значения 38К-004 (Дьяконово — Суджа — граница с Украиной), в 1,5 км от автодороги межмуниципального значения 38Н-082 (38К-004 — Будище), в 15 км от ближайшего ж/д остановочного пункта Конопельки (линия Льгов I — Подкосылев).